# Sameba
Tbilisis heliga treenighetskatedral, allmänt känd som Sameba eller Samebakatedralen (georgiska: თბილისის წმინდა სამების საკათედრო ტაძარი, Tbilisis tsminda samebis sakatedro tadzari, eller სამება, Sameba) är den största byggnaden tillhörande den georgiska apostoliska, autokefala och ortodoxa kyrkan belägen i Georgiens huvudstad Tbilisi. Katedralen byggdes mellan år 1995 och 2004, och är den största religiösa byggnaden i Kaukasien och den tredje högsta ortodoxa kyrkan i världen.